# Formule 1 v roce 2017
Sezóna Formule 1 2017 byla 68. sezónou Mistrovství světa Formule 1, závodní sérií pořádanou pod hlavičkou Mezinárodní automobilové federace (FIA). Zúčastnilo se jí dvacet čtyři jezdců a deset týmů. Kalendář sezóny tvořilo 20 závodů, po návratu v sezóně 2016 opět neproběhla Velká cena Německa a Velká cena Evropy v ulicích města Baku pak přešla ke konvenčnímu názvu Velká cena Ázerbájdžánu.
Nico Rosberg před sezónou ukončil závodní kariéru ve Formuli 1, což znameno, že ve startovním poli poprvé od roku 1994 chyběl obhájce titulu mistra světa.

## Týmy a jezdci
Sezóny 2017 se zúčastnila většina týmů, které se účastnily i sezóny předchozí. Výjimkou byl tým Manor Racing, jemuž se po finančních problémech nepodařilo najít kupce.
| #  | Obr. | Tým                              | Konstruktér          | Šasi             | Motor                         | Pneu | No. | Obr. | Zkr.               | Jezdci           | Závody     |                                                                          | Testovací jezdci | Testovací jezdci |
| 1  |      | Mercedes AMG Petronas Motorsport | Mercedes             | F1 W08 EQ Power+ | Mercedes-AMG F1 M08 EQ Power+ | P    | 44  |      | HAM                | Lewis Hamilton   | Vše        | George Russell                                                           |                  |                  |
| 1  | 77   | Mercedes AMG Petronas Motorsport | Mercedes             | F1 W08 EQ Power+ | Mercedes-AMG F1 M08 EQ Power+ | P    |     | BOT  | Valtteri Bottas    | Vše              |            | George Russell                                                           |                  |                  |
| 2  |      | Red Bull Racing                  | Red Bull–TAG Heuer   | RB13             | TAG Heuer (Renault R.E.17)    | P    | 3   |      | RIC                | Daniel Ricciardo | Vše        | Pierre Gasly                                                             |                  |                  |
| 2  | 33   | Red Bull Racing                  | Red Bull–TAG Heuer   | RB13             | TAG Heuer (Renault R.E.17)    | P    |     | VER  | Max Verstappen     | Vše              |            | Pierre Gasly                                                             |                  |                  |
| 3  |      | Scuderia Ferrari                 | Ferrari              | SF70H            | Ferrari 062/2                 | P    | 5   |      | VET                | Sebastian Vettel | Vše        | Antonio Giovinazzi Charles Leclerc Davide Rigon                          |                  |                  |
| 3  | 7    | Scuderia Ferrari                 | Ferrari              | SF70H            | Ferrari 062/2                 | P    |     | RAI  | Kimi Räikkönen     | Vše              |            | Antonio Giovinazzi Charles Leclerc Davide Rigon                          |                  |                  |
| 4  |      | Sahara Force India F1 Team       | Force India–Mercedes | VJM10            | Mercedes-AMG F1 M08 EQ Power+ | P    | 11  |      | PER                | Sergio Pérez     | Vše        | Alfonso Celis Jr. Nikita Mazepin Lucas Auer                              |                  |                  |
| 4  | 31   | Sahara Force India F1 Team       | Force India–Mercedes | VJM10            | Mercedes-AMG F1 M08 EQ Power+ | P    |     | OCO  | Esteban Ocon       | Vše              |            | Alfonso Celis Jr. Nikita Mazepin Lucas Auer                              |                  |                  |
| 5  |      | Williams Martini Racing          | Williams–Mercedes    | FW40             | Mercedes-AMG F1 M08 EQ Power+ | P    | 19  |      | MAS                | Felipe Massa     | 1-10 12-20 | Paul di Resta Gary Paffett Luca Ghiotto                                  |                  |                  |
| 5  | 40   | Williams Martini Racing          | Williams–Mercedes    | FW40             | Mercedes-AMG F1 M08 EQ Power+ | P    |     | DIR  | Paul di Resta      | 11               |            | Paul di Resta Gary Paffett Luca Ghiotto                                  |                  |                  |
| 5  | 18   | Williams Martini Racing          | Williams–Mercedes    | FW40             | Mercedes-AMG F1 M08 EQ Power+ | P    |     | STR  | Lance Stroll       | Vše              |            | Paul di Resta Gary Paffett Luca Ghiotto                                  |                  |                  |
| 6  |      | McLaren Honda                    | McLaren–Honda        | MCL32            | Honda RA617H                  | P    | 14  |      | ALO                | Fernando Alonso  | 1–5, 7–20  | Jenson Button Lando Norris Oliver Turvey Nobuharu Macušita Nyck de Vries |                  |                  |
| 6  | 22   | McLaren Honda                    | McLaren–Honda        | MCL32            | Honda RA617H                  | P    |     | BUT  | Jenson Button      | 6                |            | Jenson Button Lando Norris Oliver Turvey Nobuharu Macušita Nyck de Vries |                  |                  |
| 6  | 2    | McLaren Honda                    | McLaren–Honda        | MCL32            | Honda RA617H                  | P    |     | VAN  | Stoffel Vandoorne  | Vše              |            | Jenson Button Lando Norris Oliver Turvey Nobuharu Macušita Nyck de Vries |                  |                  |
| 7  |      | Scuderia Toro Rosso              | Toro Rosso           | STR12            | Toro Rosso (Renault R.E.17)   | P    | 55  |      | SAI                | Carlos Sainz     | 1–16       | Sean Galeal                                                              |                  |                  |
| 7  | 39   | Scuderia Toro Rosso              | Toro Rosso           | STR12            | Toro Rosso (Renault R.E.17)   | P    |     | HAR  | Brendon Hartley    | 17               |            | Sean Galeal                                                              |                  |                  |
| 7  | 10   | Scuderia Toro Rosso              | Toro Rosso           | STR12            | Toro Rosso (Renault R.E.17)   | P    |     | GAS  | Pierre Gasly       | 18–20            |            | Sean Galeal                                                              |                  |                  |
| 7  | 26   | Scuderia Toro Rosso              | Toro Rosso           | STR12            | Toro Rosso (Renault R.E.17)   | P    |     | KVY  | Daniil Kvjat       | 1–14, 17         |            | Sean Galeal                                                              |                  |                  |
| 7  | 10   | Scuderia Toro Rosso              | Toro Rosso           | STR12            | Toro Rosso (Renault R.E.17)   | P    |     | GAS  | Pierre Gasly       | 15–16            |            | Sean Galeal                                                              |                  |                  |
| 7  | 28   | Scuderia Toro Rosso              | Toro Rosso           | STR12            | Toro Rosso (Renault R.E.17)   | P    |     | HAR  | Brendon Hartley    | 18–20            |            | Sean Galeal                                                              |                  |                  |
| 8  |      | Haas F1 Team                     | Haas–Ferrari         | VF-17            | Ferrari 062/2                 | P    | 8   |      | GRO                | Romain Grosjean  | Vše        | Antonio Giovinazzi Charles Leclerc                                       |                  |                  |
| 8  | 20   | Haas F1 Team                     | Haas–Ferrari         | VF-17            | Ferrari 062/2                 | P    |     | MAG  | Kevin Magnussen    | Vše              |            | Antonio Giovinazzi Charles Leclerc                                       |                  |                  |
| 9  |      | Renault Sport Formula One Team   | Renault              | R.S.17           | Renault R.E.17                | P    | 30  |      | PAL                | Jolyon Palmer    | 1–16       | Sergej Sirotkin Robert Kubica Nicholas Latifi                            |                  |                  |
| 9  | 55   | Renault Sport Formula One Team   | Renault              | R.S.17           | Renault R.E.17                | P    |     | SAI  | Carlos Sainz Jr.   | 17–20            |            | Sergej Sirotkin Robert Kubica Nicholas Latifi                            |                  |                  |
| 9  | 27   | Renault Sport Formula One Team   | Renault              | R.S.17           | Renault R.E.17                | P    |     | HUL  | Nico Hülkenberg    | Vše              |            | Sergej Sirotkin Robert Kubica Nicholas Latifi                            |                  |                  |
| 10 |      | Sauber F1 Team                   | Sauber–Ferrari       | C36              | Ferrari 061                   | P    | 9   |      | ERI                | Marcus Ericsson  | Vše        | Antonio Giovinazzi Nobuharu Macušita Gustav Malja Tatiana Calderón       |                  |                  |
| 10 | 36   | Sauber F1 Team                   | Sauber–Ferrari       | C36              | Ferrari 061                   | P    |     | GIO  | Antonio Giovinazzi | 1–2              |            | Antonio Giovinazzi Nobuharu Macušita Gustav Malja Tatiana Calderón       |                  |                  |
| 10 | 94   | Sauber F1 Team                   | Sauber–Ferrari       | C36              | Ferrari 061                   | P    |     | WEH  | Pascal Wehrlein    | 3–20             |            | Antonio Giovinazzi Nobuharu Macušita Gustav Malja Tatiana Calderón       |                  |                  |

1. ↑  Paul di Resta nahradil Felipeho Massu pro VC Maďarska kvůli zdravotním obtížím Massy po volných trénincích.
2. ↑  Jenson Button nahradil Fernanda Alonsa pro VC Monaka, aby se Alonso mohl zúčastnit závodu 500 mil Indianapolis.
3. 1 2 3  Carlos Sainz Jr. odešel po Velké ceně Japonska z Toro Rosso a nahradil od Velké ceny USA Jolyona Palmera u týmu Renault.
4. 1 2 3 4  V posledních šesti závodech tým Toro Rosso vyměnil několikrát své jezdce. Postupně se v sedačkách vyměnili Daniil Kvjat, Pierre Gasly a Brendon Hartley. Poslední dva jmenovaní absolvovali společně 3 závěrečné závody, Kvjatovi byla ukončena smlouva.
5. ↑  Antonio Giovinazzi nahradil Pascala Wehrleina na první dva závody sezóny poté, co Wehrleinovi nebyl povolen start ze zdravotních důvodů - v Závodě šampiónů měl velkou havárii.

## Přestupy jezdců
| Jezdec            | 2016                                   | 2017                             | Pozice v týmu/Série |
| ----------------- | -------------------------------------- | -------------------------------- | ------------------- |
| Nico Rosberg      | Mercedes AMG Petronas Formula One Team | ukončil kariéru ve Formuli 1     |                     |
| Kevin Magnussen   | Renault Sport F1 Team                  | Haas F1 Team                     | jezdec              |
| Stoffel Vandoorne | McLaren Honda Formula 1 Team (test)    | McLaren Honda Formula 1 Team     | jezdec              |
| Pascal Wehrlein   | Manor Racing                           | Sauber F1 Team                   | jezdec              |
| Esteban Ocon      | Manor Racing                           | Sahara Force India F1 Team       | jezdec              |
| Lance Stroll      | Prema Powerteam (F3)                   | Williams Martini Racing          | jezdec              |
| Nico Hülkenberg   | Sahara Force India F1 Team             | Renault Sport Formula One Team   | jezdec              |
| Valtteri Bottas   | Williams Martini Racing                | Mercedes AMG Petronas Motorsport | jezdec              |
| Rio Haryanto      | Manor Racing                           | ukončil kariéru ve Formuli 1     |                     |
| Felipe Nasr       | Sauber F1 Team                         | ukončil kariéru ve Formuli 1     |                     |

## Kalendář
| Pořadí | Grand Prix                | Okruh                                          | Datum         |
| ------ | ------------------------- | ---------------------------------------------- | ------------- |
| 1      | Grand Prix Austrálie      | Melbourne Grand Prix Circuit, Melbourne        | 26. března    |
| 2      | Grand Prix Číny           | Shanghai International Circuit, Šanghaj        | 9. dubna      |
| 3      | Grand Prix Bahrajnu       | Bahrain International Circuit, Sachír          | 16. dubna     |
| 4      | Grand Prix Ruska          | Sochi Autodrom, Soči                           | 30. dubna     |
| 5      | Grand Prix Španělska      | Circuit de Barcelona-Catalunya, Barcelona      | 14. května    |
| 6      | Grand Prix Monaka         | Circuit de Monaco, Monte Carlo                 | 28. května    |
| 7      | Grand Prix Kanady         | Circuit Gilles Villeneuve, Montreal            | 11. června    |
| 8      | Grand Prix Ázerbájdžánu   | Baku Street Circuit, Baku                      | 25. června    |
| 9      | Grand Prix Rakouska       | Red Bull Ring, Spielberg                       | 9. července   |
| 10     | Grand Prix Velké Británie | Silverstone, Silverstone                       | 16. července  |
| 11     | Grand Prix Maďarska       | Hungaroring, Budapešť                          | 30. července  |
| 12     | Grand Prix Belgie         | Circuit de Spa-Francorchamps, Spa              | 27. srpna     |
| 13     | Grand Prix Itálie         | Autodromo Nazionale Monza, Monza               | 3. září       |
| 14     | Grand Prix Singapuru      | Marina Bay, Singapur                           | 17. září      |
| 15     | Grand Prix Malajsie       | Sepang International Circuit, Kuala Lumpur     | 1. října      |
| 16     | Grand Prix Japonska       | Suzuka Circuit, Suzuka                         | 8. října      |
| 17     | Grand Prix USA            | Circuit of the Americas, Austin, Texas         | 22. října     |
| 18     | Grand Prix Mexika         | Autódromo Hermanos Rodríguez, Ciudad de México | 29. října     |
| 19     | Grand Prix Brazílie       | Autódromo José Carlos Pace, São Paulo          | 12. listopadu |
| 20     | Grand Prix Abú Zabí       | Yas Marina Circuit, Abú Zabí                   | 26. listopadu |

### Změny v kalendáři
- Závod odehrávající se v Baku se přejmenoval na Grand Prix Ázerbájdžánu, první svého jména. Předchozí závod na okruhu v Baku v roce 2016 nesl jméno Grand Prix Evropy. Navíc se změnilo i jeho zařazení v kalendáři tak, aby termín nekolidoval se závodem 24 hodin Le Mans.
- Grand Prix Číny a Grand Prix Bahrajnu si vyměnily pořadí.
- Grand Prix Německa se v roce 2017 nepojede. Smlouvu s Formula One Management nedokázali uzavřít ani majitelé Hockenheimringu ani Nürburgringu.

## Pneumatiky
Jediným poskytovatelem pneumatik pro sezónu 2017 bylo Pirelli. Přestože nemají v závodě žádné využití, Pirelli poskytuje týmům od roku 2014 během předsezónního tréninku tvrdé zimní pneumatiky, které jsou speciálně navrženy pro výkon v obzvláště chladných dnech. Od ostatních se odlišují tím, že na straně nemají žádné označení.
| Název                    | Barva | Barva | Povrch     | Podmínky tratě | Typ sloučeniny            | Přilnavost              | Odolnost              |
| ------------------------ | ----- | ----- | ---------- | -------------- | ------------------------- | ----------------------- | --------------------- |
| Ultrasoft (ultra měkké)  | US    |       | Hladký     | Suché          | Volitelný                 | 5 - Nejlepší přilnavost | 1 - Nejnižší odolnost |
| Supersoft (super měkké)  | SS    |       | Hladký     | Suché          | Volitelný / Měkký         | 4                       | 2                     |
| Soft (měkke)             | S     |       | Hladký     | Suché          | Volitelný / Měkký / Tvrdý | 3                       | 3                     |
| Medium (střední)         | M     |       | Hladký     | Suché          | Měkký/ Tvrdý              | 2                       | 4                     |
| Hard (tvrdé)             | H     |       | Hladký     | Suché          | Tvrdý                     | 1 - Nejhorší přilnavost | 5 - Nejvyšší odolnost |
| Intermediate (přechodné) | I     |       | Drážkovaný | Mokré          | Přechodný                 |                         |                       |
| Wet (mokré)              | W     |       | Drážkovaný | Mokré          | Mokrý                     |                         |                       |

## Výsledky a pořadí

### Velké ceny
| Pořadí | Grand Prix                | Pole position    | Vítěz závodu     | Vítězný tým               | Nejrychlejší kolo | Výsledky |
| ------ | ------------------------- | ---------------- | ---------------- | ------------------------- | ----------------- | -------- |
| 1      | Grand Prix Austrálie      | Lewis Hamilton   | Sebastian Vettel | Ferrari                   | Kimi Räikkönen    | Výsledky |
| 2      | Grand Prix Číny           | Lewis Hamilton   | Lewis Hamilton   | Mercedes                  | Lewis Hamilton    | Výsledky |
| 3      | Grand Prix Bahrajnu       | Valtteri Bottas  | Sebastian Vettel | Ferrari                   | Lewis Hamilton    | Výsledky |
| 4      | Grand Prix Ruska          | Sebastian Vettel | Valtteri Bottas  | Mercedes                  | Kimi Räikkönen    | Výsledky |
| 5      | Grand Prix Španělska      | Lewis Hamilton   | Lewis Hamilton   | Mercedes                  | Lewis Hamilton    | Výsledky |
| 6      | Grand Prix Monaka         | Kimi Räikkönen   | Sebastian Vettel | Ferrari                   | Sergio Pérez      | Výsledky |
| 7      | Grand Prix Kanady         | Lewis Hamilton   | Lewis Hamilton   | Mercedes                  | Lewis Hamilton    | Výsledky |
| 8      | Grand Prix Ázerbájdžánu   | Lewis Hamilton   | Daniel Ricciardo | Red Bull Racing-TAG Heuer | Sebastian Vettel  | Výsledky |
| 9      | Grand Prix Rakouska       | Valtteri Bottas  | Valtteri Bottas  | Mercedes                  | Lewis Hamilton    | Výsledky |
| 10     | Grand Prix Velké Británie | Lewis Hamilton   | Lewis Hamilton   | Mercedes                  | Lewis Hamilton    | Výsledky |
| 11     | Grand Prix Maďarska       | Sebastian Vettel | Sebastian Vettel | Ferrari                   | Fernando Alonso   | Výsledky |
| 12     | Grand Prix Belgie         | Lewis Hamilton   | Lewis Hamilton   | Mercedes                  | Sebastian Vettel  | Výsledky |
| 13     | Grand Prix Itálie         | Lewis Hamilton   | Lewis Hamilton   | Mercedes                  | Daniel Ricciardo  | Výsledky |
| 14     | Grand Prix Singapuru      | Sebastian Vettel | Lewis Hamilton   | Mercedes                  | Lewis Hamilton    | Výsledky |
| 15     | Grand Prix Malajsie       | Lewis Hamilton   | Max Verstappen   | Red Bull Racing-TAG Heuer | Sebastian Vettel  | Výsledky |
| 16     | Grand Prix Japonska       | Lewis Hamilton   | Lewis Hamilton   | Mercedes                  | Valtteri Bottas   | Výsledky |
| 17     | Grand Prix USA            | Lewis Hamilton   | Lewis Hamilton   | Mercedes                  | Sebastian Vettel  | Výsledky |
| 18     | Grand Prix Mexika         | Sebastian Vettel | Max Verstappen   | Red Bull Racing-TAG Heuer | Sebastian Vettel  | Výsledky |
| 19     | Grand Prix Brazílie       | Valtteri Bottas  | Sebastian Vettel | Ferrari                   | Max Verstappen    | Výsledky |
| 20     | Grand Prix Abú Zabí       | Valtteri Bottas  | Valtteri Bottas  | Mercedes                  | Valtteri Bottas   | Výsledky |

### Pořadí jezdců
Za umístění v závodě získává body prvních 10 jezdců v cíli. Body jsou rozděleny takto:
| Umístění | 1. | 2. | 3. | 4. | 5. | 6. | 7. | 8. | 9. | 10. |
| Body     | 25 | 18 | 15 | 12 | 10 | 8  | 6  | 4  | 2  | 1   |

V případě rovnosti bodů rozhoduje vyšší počet umístění na 1., 2., 3. a dalších místech až do chvíle, kdy lze o pořadí rozhodnout. Konečné rozhodnutí náleží FIA.
| Poř.    | Jezdec             | AUS | BHR | CHN | RUS | ESP | MON | CAN | AZE | AUT | GBR | HUN | BEL | ITA | SIN | MAL | JPN | USA | MEX | BRA | ABU | Body |
| ------- | ------------------ | --- | --- | --- | --- | --- | --- | --- | --- | --- | --- | --- | --- | --- | --- | --- | --- | --- | --- | --- | --- | ---- |
| 1       | Lewis Hamilton     | 2   | 1   | 2   | 4   | 1   | 7   | 1   | 5   | 4   | 1   | 4   | 1   | 1   | 1   | 2   | 1   | 1   | 9   | 4   | 2   | 363  |
| 2       | Sebastian Vettel   | 1   | 2   | 1   | 2   | 2   | 1   | 4   | 4   | 2   | 7   | 1   | 2   | 3   | Ret | 4   | Ret | 2   | 4   | 1   | 3   | 317  |
| 3       | Valtteri Bottas    | 3   | 6   | 3   | 1   | Ret | 4   | 2   | 2   | 1   | 2   | 3   | 5   | 2   | 3   | 5   | 4   | 5   | 2   | 2   | 1   | 305  |
| 4       | Kimi Räikkönen     | 4   | 5   | 4   | 3   | Ret | 2   | 7   | 14† | 5   | 3   | 2   | 4   | 5   | Ret | DNS | 5   | 3   | 3   | 3   | 4   | 205  |
| 5       | Daniel Ricciardo   | Ret | 4   | 5   | Ret | 3   | 3   | 3   | 1   | 3   | 5   | Ret | 3   | 4   | 2   | 3   | 3   | Ret | Ret | 6   | Ret | 200  |
| 6       | Max Verstappen     | 5   | 3   | Ret | 5   | Ret | 5   | Ret | Ret | Ret | 4   | 5   | Ret | 10  | Ret | 1   | 2   | 4   | 1   | 5   | 5   | 168  |
| 7       | Sergio Pérez       | 7   | 9   | 7   | 6   | 4   | 13  | 5   | Ret | 7   | 9   | 8   | 17† | 9   | 5   | 6   | 7   | 8   | 7   | 9   | 7   | 100  |
| 8       | Esteban Ocon       | 10  | 10  | 10  | 7   | 5   | 12  | 6   | 6   | 8   | 8   | 9   | 9   | 6   | 10  | 10  | 6   | 6   | 5   | Ret | 8   | 87   |
| 9       | Carlos Sainz Jr.   | 8   | 7   | Ret | 10  | 7   | 6   | Ret | 8   | Ret | Ret | 7   | 10  | 14  | 4   | Ret | Ret | 7   | Ret | 11  | Ret | 54   |
| 10      | Nico Hülkenberg    | 11  | 12  | 9   | 8   | 6   | Ret | 8   | Ret | 13  | 6   | 17† | 6   | 13  | Ret | 16  | Ret | Ret | Ret | 10  | 6   | 43   |
| 11      | Felipe Massa       | 6   | 14  | 6   | 9   | 13  | 9   | Ret | Ret | 9   | 10  | WD  | 8   | 8   | 11  | 9   | 10  | 9   | 11  | 7   | 10  | 43   |
| 12      | Lance Stroll       | Ret | Ret | Ret | 11  | 16  | 15† | 9   | 3   | 10  | 16  | 14  | 11  | 7   | 8   | 8   | Ret | 11  | 6   | 16  | 18  | 40   |
| 13      | Romain Grosjean    | Ret | 11  | 8   | Ret | 10  | 8   | 10  | 13  | 6   | 13  | Ret | 7   | 15  | 9   | 13  | 9   | 14  | 15  | 15  | 11  | 28   |
| 14      | Kevin Magnussen    | Ret | 8   | Ret | 13  | 14  | 10  | 12  | 7   | Ret | 12  | 13  | 15  | 11  | Ret | 12  | 8   | 16  | 8   | Ret | 13  | 19   |
| 15      | Fernando Alonso    | Ret | Ret | 14† | DNS | 12  |     | 16† | 9   | Ret | Ret | 6   | Ret | 17† | Ret | 11  | 11  | Ret | 10  | 8   | 9   | 17   |
| 16      | Stoffel Vandoorne  | 13  | Ret | DNS | 14  | Ret | Ret | 14  | 12  | 12  | 11  | 10  | 14  | Ret | 7   | 7   | 14  | 12  | 12  | Ret | 12  | 13   |
| 17      | Jolyon Palmer      | Ret | 13  | 13  | Ret | 15  | 11  | 11  | Ret | 11  | DNS | 12  | 13  | Ret | 6   | 15  | 12  |     |     |     |     | 8    |
| 18      | Pascal Wehrlein    | WD  |     | 11  | 16  | 8   | Ret | 15  | 10  | 14  | 17  | 15  | Ret | 16  | 12  | 17  | 15  | Ret | 14  | 14  | 14  | 5    |
| 19      | Daniil Kvjat       | 9   | Ret | 12  | 12  | 9   | 14† | Ret | Ret | 16  | 15  | 11  | 12  | 12  | Ret |     |     | 10  |     |     |     | 5    |
| 20      | Marcus Ericsson    | Ret | 15  | Ret | 15  | 11  | Ret | 13  | 11  | 15  | 14  | 16  | 16  | 18† | Ret | 18  | Ret | 15  | Ret | 13  | 17  | 0    |
| 21      | Pierre Gasly       |     |     |     |     |     |     |     |     |     |     |     |     |     |     | 14  | 13  |     | 13  | 12  | 16  | 0    |
| 22      | Antonio Giovinazzi | 12  | Ret |     |     |     |     |     |     |     |     |     |     |     |     |     |     |     |     |     |     | 0    |
| 23      | Brendon Hartley    |     |     |     |     |     |     |     |     |     |     |     |     |     |     |     |     | 13  | Ret | Ret | 15  | 0    |
| —       | Jenson Button      |     |     |     |     |     | Ret |     |     |     |     |     |     |     |     |     |     |     |     |     |     | 0    |
| —       | Paul di Resta      |     |     |     |     |     |     |     |     |     |     | Ret |     |     |     |     |     |     |     |     |     | 0    |
| Poř.    | Jezdec             | AUS | BHR | CHN | RUS | ESP | MON | CAN | AZE | AUT | GBR | HUN | BEL | ITA | SIN | MAL | JPN | USA | MEX | BRA | ABU | Body |
| Zdroje: |                    |     |     |     |     |     |     |     |     |     |     |     |     |     |     |     |     |     |     |     |     |      |

| Legenda k tabulce | Legenda k tabulce                                                                       |
| Barva             | Výsledek                                                                                |
| ----------------- | --------------------------------------------------------------------------------------- |
| Zlatá             | Vítěz                                                                                   |
| Stříbrná          | 2. místo                                                                                |
| Bronzová          | 3. místo                                                                                |
| Zelená            | Bodované umístění                                                                       |
| Modrá             | Nebodované umístění                                                                     |
| Modrá             | Dokončil neklasifikován (NC)                                                            |
| Fialová           | Odstoupil (Ret)                                                                         |
| Červená           | Nekvalifikoval se (DNQ)                                                                 |
| Červená           | Nepředkvalifikoval se (DNPQ)                                                            |
| Černá             | Diskvalifikován (DSQ)                                                                   |
| Bílá              | Nestartoval (DNS)                                                                       |
| Bílá              | Závod zrušen (C)                                                                        |
| Světle modrá      | Pouze trénoval (PO)                                                                     |
| Světle modrá      | Páteční testovací jezdec (TD)                                                           |
| Bez barvy         | Netrénoval (DNP)                                                                        |
| Bez barvy         | Vyřazen (EX)                                                                            |
| Bez barvy         | Nepřijel (DNA)                                                                          |
| Bez barvy         | Odvolal účast (WD)                                                                      |
| Bez barvy         | Nezúčastnil se (prázdné)                                                                |
| Označení          | Význam                                                                                  |
| Tučnost           | Pole position                                                                           |
| Kurzíva           | Nejrychlejší kolo                                                                       |
| †                 | Jezdec nedojel do cíle, ale byl klasifikován, protože odjel více než 90 % délky závodu. |
| ‡                 | Byl udělován poloviční počet bodů, protože bylo odjeto méně než 75 % délky závodu.      |
| Horní index       | Umístění bodujících jezdců ve sprintu                                                   |

V případě rovnosti bodů rozhoduje pravidlo "nejlepších umístění", tj. výše v celkovém pořadí se umístí jezdec, který má více prvních míst. Pokud je počet shodný, porovnává se počet druhých míst, třetích míst atd. Konečné rozhodnutí vydává FIA.

### Pohár konstruktérů
| Poř.    | Konstruktér               | No. | AUS | BHR | CHN | RUS | ESP | MON | CAN | AZE | AUT | GBR | HUN | BEL | ITA | SIN | MAL | JPN | USA | MEX | BRA | ABU | Body |
| ------- | ------------------------- | --- | --- | --- | --- | --- | --- | --- | --- | --- | --- | --- | --- | --- | --- | --- | --- | --- | --- | --- | --- | --- | ---- |
| 1       | Mercedes                  | 44  | 2   | 1   | 2   | 4   | 1   | 7   | 1   | 5   | 4   | 1   | 4   | 1   | 1   | 1   | 2   | 1   | 1   | 9   | 4   | 2   | 668  |
| 1       | Mercedes                  | 77  | 3   | 6   | 3   | 1   | Ret | 4   | 2   | 2   | 1   | 2   | 3   | 5   | 2   | 3   | 5   | 4   | 5   | 2   | 2   | 1   | 668  |
| 2       | Ferrari                   | 5   | 1   | 2   | 1   | 2   | 2   | 1   | 4   | 4   | 2   | 7   | 1   | 2   | 3   | Ret | 4   | Ret | 2   | 4   | 1   | 3   | 522  |
| 2       | Ferrari                   | 7   | 4   | 5   | 4   | 3   | Ret | 2   | 7   | 14† | 5   | 3   | 2   | 4   | 5   | Ret | DNS | 5   | 3   | 3   | 3   | 4   | 522  |
| 3       | Red Bull Racing-TAG Heuer | 3   | Ret | 4   | 5   | Ret | 3   | 3   | 3   | 1   | 3   | 5   | Ret | 3   | 4   | 2   | 3   | 3   | Ret | Ret | 6   | Ret | 368  |
| 3       | Red Bull Racing-TAG Heuer | 33  | 5   | 3   | Ret | 5   | Ret | 5   | Ret | Ret | Ret | 4   | 5   | Ret | 10  | Ret | 1   | 2   | 4   | 1   | 5   | 5   | 368  |
| 4       | Force India-Mercedes      | 11  | 7   | 9   | 7   | 6   | 4   | 13  | 5   | Ret | 7   | 9   | 8   | 17† | 9   | 5   | 6   | 7   | 8   | 7   | 9   | 7   | 187  |
| 4       | Force India-Mercedes      | 31  | 10  | 10  | 10  | 7   | 5   | 12  | 6   | 6   | 8   | 8   | 9   | 9   | 6   | 10  | 10  | 6   | 6   | 5   | Ret | 8   | 187  |
| 5       | Williams-Mercedes         | 18  | Ret | Ret | Ret | 11  | 16  | 15† | 9   | 3   | 10  | 16  | 14  | 11  | 7   | 8   | 8   | Ret | 11  | 6   | 16  | 18  | 83   |
| 5       | Williams-Mercedes         | 19  | 6   | 14  | 6   | 9   | 13  | 9   | Ret | Ret | 9   | 10  | WD  | 8   | 8   | 11  | 9   | 10  | 9   | 11  | 7   | 10  | 83   |
| 5       | Williams-Mercedes         | 40  |     |     |     |     |     |     |     |     |     |     | Ret |     |     |     |     |     |     |     |     |     | 83   |
| 6       | Renault                   | 27  | 11  | 12  | 9   | 8   | 6   | Ret | 8   | Ret | 13  | 6   | 17† | 6   | 13  | Ret | 16  | Ret | Ret | Ret | 10  | 6   | 57   |
| 6       | Renault                   | 30  | Ret | 13  | 13  | Ret | 15  | 11  | 11  | Ret | 11  | DNS | 12  | 13  | Ret | 6   | 15  | 12  |     |     |     |     | 57   |
| 6       | Renault                   | 55  |     |     |     |     |     |     |     |     |     |     |     |     |     |     |     |     | 7   | Ret | 11  | Ret | 57   |
| 7       | Toro Rosso                | 10  |     |     |     |     |     |     |     |     |     |     |     |     |     |     | 14  | 13  |     | 13  | 12  | 16  | 53   |
| 7       | Toro Rosso                | 26  | 9   | Ret | 12  | 12  | 9   | 14† | Ret | Ret | 16  | 15  | 11  | 12  | 12  | Ret |     |     | 10  |     |     |     | 53   |
| 7       | Toro Rosso                | 28  |     |     |     |     |     |     |     |     |     |     |     |     |     |     |     |     |     | Ret | Ret | 15  | 53   |
| 7       | Toro Rosso                | 39  |     |     |     |     |     |     |     |     |     |     |     |     |     |     |     |     | 13  |     |     |     | 53   |
| 7       | Toro Rosso                | 55  | 8   | 7   | Ret | 10  | 7   | 6   | Ret | 8   | Ret | Ret | 7   | 10  | 14  | 4   | Ret | Ret |     |     |     |     | 53   |
| 8       | Haas-Ferrari              | 8   | Ret | 11  | 8   | Ret | 10  | 8   | 10  | 13  | 6   | 13  | Ret | 7   | 15  | 9   | 13  | 9   | 14  | 15  | 15  | 11  | 47   |
| 8       | Haas-Ferrari              | 20  | Ret | 8   | Ret | 13  | 14  | 10  | 12  | 7   | Ret | 12  | 13  | 15  | 11  | Ret | 12  | 8   | 16  | 8   | Ret | 13  | 47   |
| 9       | McLaren-Honda             | 2   | 13  | Ret | DNS | 14  | Ret | Ret | 14  | 12  | 12  | 11  | 10  | 14  | Ret | 7   | 7   | 14  | 12  | 12  | Ret | 12  | 30   |
| 9       | McLaren-Honda             | 14  | Ret | Ret | 14† | DNS | 12  |     | 16† | 9   | Ret | Ret | 6   | Ret | 17† | Ret | 11  | 11  | Ret | 10  | 8   | 9   | 30   |
| 9       | McLaren-Honda             | 22  |     |     |     |     |     | Ret |     |     |     |     |     |     |     |     |     |     |     |     |     |     | 30   |
| 10      | Sauber-Ferrari            | 9   | Ret | 15  | Ret | 15  | 11  | Ret | 13  | 11  | 15  | 14  | 16  | 16  | 18† | Ret | 18  | Ret | 15  | Ret | 13  | 17  | 5    |
| 10      | Sauber-Ferrari            | 36  | 12  | Ret |     |     |     |     |     |     |     |     |     |     |     |     |     |     |     |     |     |     | 5    |
| 10      | Sauber-Ferrari            | 94  | WD  |     | 11  | 16  | 8   | Ret | 15  | 10  | 14  | 17  | 15  | Ret | 16  | 12  | 17  | 15  | Ret | 14  | 14  | 14  | 5    |
| Poř.    | Konstruktér               | No. | AUS | BHR | CHN | RUS | ESP | MON | CAN | AZE | AUT | GBR | HUN | BEL | ITA | SIN | MAL | JPN | USA | MEX | BRA | ABU | Body |
| Zdroje: |                           |     |     |     |     |     |     |     |     |     |     |     |     |     |     |     |     |     |     |     |     |     |      |

| Legenda k tabulce | Legenda k tabulce                                                                       |
| Barva             | Výsledek                                                                                |
| ----------------- | --------------------------------------------------------------------------------------- |
| Zlatá             | Vítěz                                                                                   |
| Stříbrná          | 2. místo                                                                                |
| Bronzová          | 3. místo                                                                                |
| Zelená            | Bodované umístění                                                                       |
| Modrá             | Nebodované umístění                                                                     |
| Modrá             | Dokončil neklasifikován (NC)                                                            |
| Fialová           | Odstoupil (Ret)                                                                         |
| Červená           | Nekvalifikoval se (DNQ)                                                                 |
| Červená           | Nepředkvalifikoval se (DNPQ)                                                            |
| Černá             | Diskvalifikován (DSQ)                                                                   |
| Bílá              | Nestartoval (DNS)                                                                       |
| Bílá              | Závod zrušen (C)                                                                        |
| Světle modrá      | Pouze trénoval (PO)                                                                     |
| Světle modrá      | Páteční testovací jezdec (TD)                                                           |
| Bez barvy         | Netrénoval (DNP)                                                                        |
| Bez barvy         | Vyřazen (EX)                                                                            |
| Bez barvy         | Nepřijel (DNA)                                                                          |
| Bez barvy         | Odvolal účast (WD)                                                                      |
| Bez barvy         | Nezúčastnil se (prázdné)                                                                |
| Označení          | Význam                                                                                  |
| Tučnost           | Pole position                                                                           |
| Kurzíva           | Nejrychlejší kolo                                                                       |
| †                 | Jezdec nedojel do cíle, ale byl klasifikován, protože odjel více než 90 % délky závodu. |
| ‡                 | Byl udělován poloviční počet bodů, protože bylo odjeto méně než 75 % délky závodu.      |
| Horní index       | Umístění bodujících jezdců ve sprintu                                                   |